# Таирова, Хамра Заировна
Хамра Заировна Таирова — советский хозяйственный, государственный и политический деятель.

## Биография
Родилась в 1912 году в Таджикистане. Член КПСС с 1940 года.
С 1935 года — на хозяйственной, общественной и политической работе. В 1935—1971 гг. — инженер, прораб, начальник стройучастка, заместитель начальника главного управления промышленности Таджикской ССР, заместитель заведующего и заведующий отделом ЦК
КП Таджикистана, министр городского и сельского строительства, министр строительства Таджикской ССР, председатель Госплана Таджикской ССР, председатель Таджикского общества дружбы с зарубежными странами.
Избиралась депутатом Верховного Совета СССР 6-го созыва, Верховного Совета Таджикской ССР 3-го, 4-го, 5-го, 6-го, 7-го и 8-го созывов.
Делегат XXI и XXII съездов КПСС.
Умерла в феврале 1990 г.